# Beishanichthys brevicaudalis
Beishanichthys brevicaudalis è un pesce osseo estinto, appartenente agli scanilepiformi. Visse nel Triassico inferiore (circa 250 - 248 milioni di anni fa) e i suoi resti fossili sono stati ritrovati in Cina.

## Descrizione
Questo pesce era di grandi dimensioni e poteva raggiungere i 70 centimetri di lunghezza. Possedeva un corpo allungato e fusiforme, caratterizzato dalla presenza di una pinna dorsale molto allungata, che iniziava a circa un terzo del dorso per terminare appena prima del peduncolo caudale. Questo era particolarmente corto (da qui l'epiteto specifico, brevicaudalis) e la pinna caudale era a forma di ventaglio, dal margine leggermente convesso. Il capo era grande e arrotondato, ed era dotato di grandi orbite circolari. Beishanichthys differiva dagli altri scanilepiformi per la presenza di tre ossa sopraorbitali, due suborbitali, dieci raggi nelle piccole pinne pettorali, e la pinna dorsale era sostenuta da ben 65 raggi. La pinna anale, anch'essa allungata ma lunga meno della metà della pinna dorsale, aveva 24 raggi, mentre quella caudale ne aveva 18.

## Classificazione
Beishanichthys era un membro degli scanilepiformi, un gruppo di attinotterigi arcaici tipici del Triassico, forse imparentati con gli attuali politteri (Polypteridae). Beishanichthys brevicaudalis venne descritto per la prima volta nel 2011, sulla base di resti fossili ritrovati nelle colline di Beishan della provincia di Gansu, in Cina, in terreni di origine lacustre risalenti al Triassico inferiore. 

## Paleoecologia
Beishanichthys doveva essere un predatore di grosse dimensioni, un componente abbastanza raro di una fauna lacustre comprendente numerose specie di pesci ossei.